# Herrentunnel
De Herrentunnel is een tunnel voor het wegverkeer onder de Trave in Sleeswijk-Holstein, in het noorden van Duitsland. Het is een toltunnel. De tunnel verbindt het centrum van Lübeck met de stadsdelen Travemünde en Kücknitz. De tunnel werd op 26 augustus 2005 geopend ter vervanging van de Herrenbrug uit 1964.